# Порто Ацуро
Порто Ацуро (итал. Porto Azzurro) је насеље у Италији у округу Ливорно, региону Тоскана.
Према процени из 2011. у насељу је живело 3088 становника. Насеље се налази на надморској висини од 20 м.

## Становништво
Према резултатима пописа становништва 2011. у општини је живело 3.826 становника.
| 1936. | 1951. | 1961. | 1971. | 1981. | 1991. | 2001. | 2011. |
| ----- | ----- | ----- | ----- | ----- | ----- | ----- | ----- |
| 2.429 | 3.078 | 3.006 | 2.929 | 3.073 | 3.111 | 3.220 | 3.826 |